# Simon Eder
Simon Eder (Zell am See, 1983. február 23. –) osztrák sílövő. 1995-óta foglalkozik a biatlonnal.
A magánéletben hivatásos katona. Pályafutása elején a Junior világbajnokságokon indult, ahol egyéniben, 2002-ben első lett, 2004-ben pedig sprintben harmadik. Európa-bajnokságon, 2003-ban, Olaszországban egy első helyet szerzett sprintben, és második lett az üldözőversenyben.
A felnőttek mezőnyében, a világkupában 2003-ban egyetlen fordulóban, Ruhpoldingban állt először rajthoz, de a versenyt nem tudta befejezni. Néhány év kihagyást követően, 2006-ban indult ismét világkupában, ahol a legjobb eredménye, összetettben egy tizenkettedik hely volt a 2008/2009-es sorozat végén.
Világbajnokságon 2007-ben indult először. Egyetlen világbajnoki érme van, 2009-ben az osztrák váltóval második lett.
Olimpián 2010-ben, Vancouverben képviselhette először hazáját.

## Eredményei

### Olimpia
| Év   | Világbajnokság | Versenyszám | Versenyszám | Versenyszám   | Versenyszám | Versenyszám | Versenyszám |
| Év   | Világbajnokság | Egyéni      | Sprint      | Üldözőverseny | Tömegrajtos | Váltó       |             |
| ---- | -------------- | ----------- | ----------- | ------------- | ----------- | ----------- | ----------- |
| 2010 | Vancouver      | 6           | 11          | 4             | 25          | 2           |             |

### Világbajnokság
| Év   | Világbajnokság     | Versenyszám | Versenyszám | Versenyszám   | Versenyszám | Versenyszám | Versenyszám  |
| Év   | Világbajnokság     | Egyéni      | Sprint      | Üldözőverseny | Tömegrajtos | Váltó       | Vegyes váltó |
| ---- | ------------------ | ----------- | ----------- | ------------- | ----------- | ----------- | ------------ |
| 2007 | Antholz-Anterselva | 68          | ----        | ----          | ----        | 6           | ----         |
| 2008 | Östersund          | 20          | 33          | 23            | 15          | 4           | ----         |
| 2009 | Phjongcshang       | ----        | 8           | 14            | 8           | 2           | ----         |

### Világkupa
| Helyezés | 68 | 18 | 12 | 8 |

| 2007/08    | | | Pokljuka Váltó                                                                                        |
| 2008/09    | Hanti-Manszijszk Tömegrajtos                                                                          | Antholz-Anterselva Üldözőverseny Phjongcshang Váltó (VB) Trondheim Üldözőverseny Trondheim Tömegrajtos | Trondheim Sprint                                                                                      |
| 2009/10    | Hochfilzen Váltó                                                                                      | Hochfilzen Üldözőverseny Vancouver Váltó (O)                                                           | Östersund Váltó Pokljuka Üldözőverseny Ruhpolding Tömegrajtos                                         |
| 2010/11    | | Hochfilzen Üldözőverseny                                                                               | |
| 2011/12    | | | Antholz-Anterselva Váltó                                                                              |
| Összesítés | Egyéni: 0 Sprint: 0 Üldözőverseny: 0 Tömegrajtos: 1 Váltó: 1 Vegyes váltó: 0 ------------ Összesen: 2 | Egyéni: 0 Sprint: 0 Üldözőverseny: 4 Tömegrajtos: 1 Váltó: 2 Vegyes váltó: 0 ------------ Összesen: 7  | Egyéni: 0 Sprint: 1 Üldözőverseny: 1 Tömegrajtos: 1 Váltó: 3 Vegyes váltó: 0 ------------ Összesen: 6 |

- O - Olimpia és egyben világkupa forduló is.
- VB - Világbajnokság és egyben világkupa forduló is.